# Джанго (фільм, 2017)
«Джанго» (фр. Django) — французька біографічна драма 2017 року, повнометражний режисерський дебют кінопродюсера Етьєна Комара з Реда Катебом у головній ролі.
Прем'єрним показом стрічки 9 лютого 2017 року було відкрито 67-й Берлінський міжнародний кінофестиваль, де він брав участь в конкурсній програмі .

## Сюжет
В основі сюжету фільму, дія якого відбувається в 1943 році під час німецької окупації Франції, доля французького віртуоза-гітариста і композитора, цигана за походженням Джанго Рейнхардта.

## У ролях
| Реда Катеб         | … | Джанго Рейнарт |
| Сесіль де Франс    | … | Луїз де Клерк  |
| Алекс Брендемюль   | … |                |
| Максимільєн Пуллен | … |                |
| Ульріх Брандгофф   | … | Гаммерштайн    |
| Александр Зауті    | … | жандарм        |
| Алоїз Саваж        | … |                |
| Антуан Лоран       | … |                |

## Знімальна група
- Автори сценарію — Алексіс Салатко, Етьєн Комар
- Режисер-постановник — Етьєн Комар
- Продюсери — Олів'є Дельбоск, Марк Міссоньє
- Співпродюсер — Етьєн Комар
- Асоційований продюсер — Емільєн Біньйон
- Виконавчий продюсер — Крістін де Жекель
- Композитор — Воррен Елліс
- Оператор — Крістоф Бокарн
- Монтаж — Моніка Колеман
- Підбір акторів — Стефан Батю
- Художник-постановник — Олів'є Радо
- Художник з костюмів — Паскалін Шаванн

## Нагороди та номінації
| Список нагород та номінацій           | Список нагород та номінацій | Список нагород та номінацій      | Список нагород та номінацій | Список нагород та номінацій | Список нагород та номінацій |
| Кінопремія                            | Дата церемонії              | Категорія                        | Номінант(и)                 | Результат                   | Дж                          |
| ------------------------------------- | --------------------------- | -------------------------------- | --------------------------- | --------------------------- | --------------------------- |
| Берлінський міжнародний кінофестиваль | 18 лютого 2017              | Золотий ведмідь                  | Джанго                      | Номінація                   | [ 1 ]                       |
| Кінофестиваль у Кабурі                | 2017                        | «Золотий Сван» найкращому актору | Реда Катеб                  | Перемога                    | [ 3 ]                       |
| Премія «Люм'єр»                       | 5.02.2018                   | Найкращий актор                  | Реда Катеб                  | Номінація                   | [ 4 ]                       |
| Премія «Сезар»                        | 2.03.2018                   | Найкращий актор                  | Реда Катеб                  | Номінація                   | [ 5 ]                       |